# Pangrapta vasava
Pangrapta vasava là một loài bướm đêm trong họ Erebidae.